# Aranyporos nappaligekkó

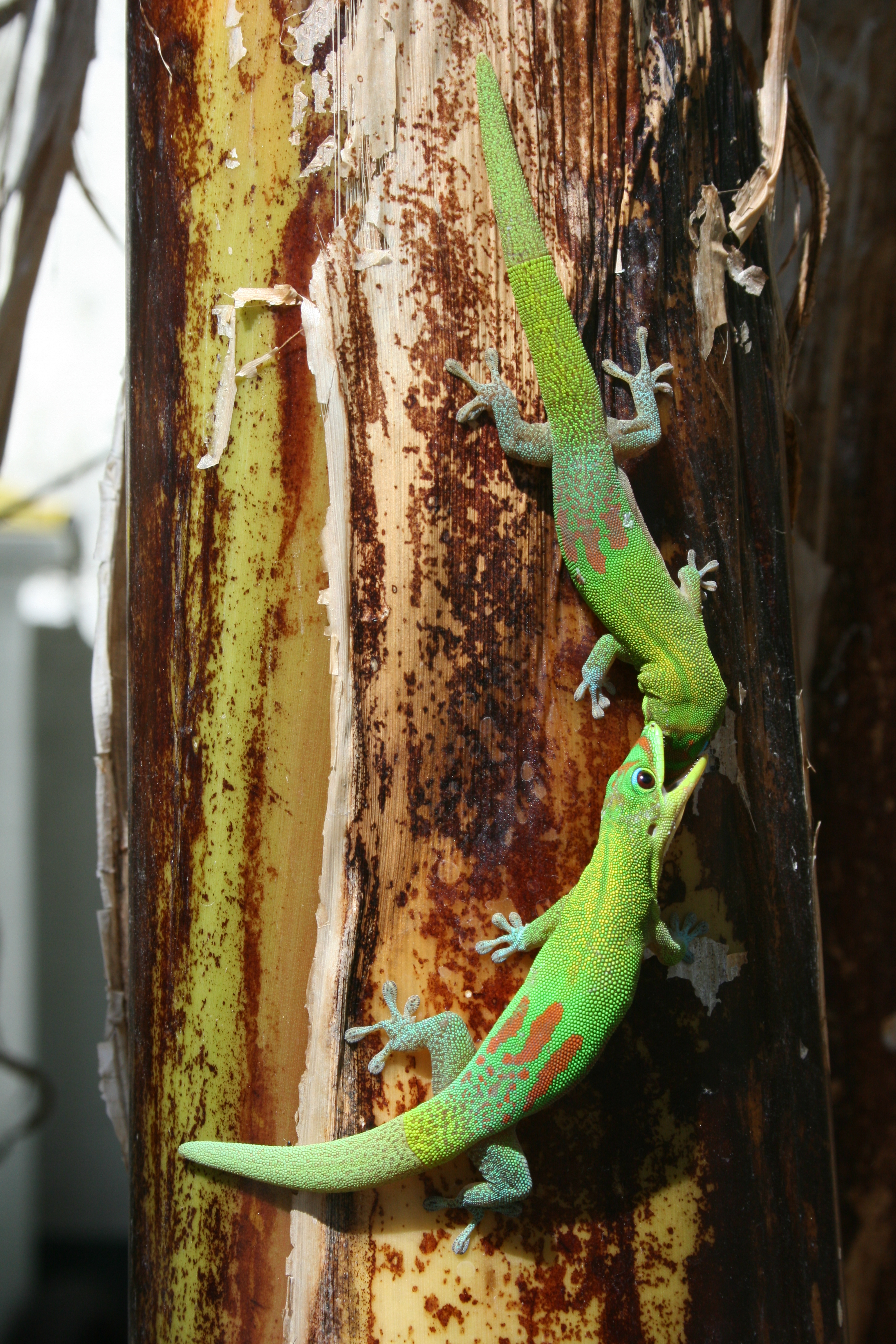
Két hím harca egy banáncserje törzsén (Réunion, Saint-Denis)

Az aranyporos nappaligekkó vagy laposfarkú nappaligekkó (Phelsuma laticauda) a gyíkok (Sauria) alrendjében a valódi gekkók (Gekkoninae) alcsaládjának egyik faja.

## Előfordulása
Észak-Madagaszkáron, a Comore-szigeteken (Anjouan, Mayotte), a déli Seychelle-szigeteken (Farquhar atollon és Providence-en) és Réunionon honos; Hawaiira betelepítették.

## Megjelenése
Testhossza 10–13 centiméter. Egyik nevét a hátát díszítő sárgás pöttyökről kapta, a másikat jellegzetesen lapított farkáról. Lábai négy, tapadókorongos de karom nélküli lábujjban végződnek. A lábak többnyire kékek.
Alapszíne a sárgászöld és az élénkzöld között változik. Pikkelyei a szeme körül élénk kékek. Hátán, a két hátsó lába felett vörös a mintázat.

## Életmódja

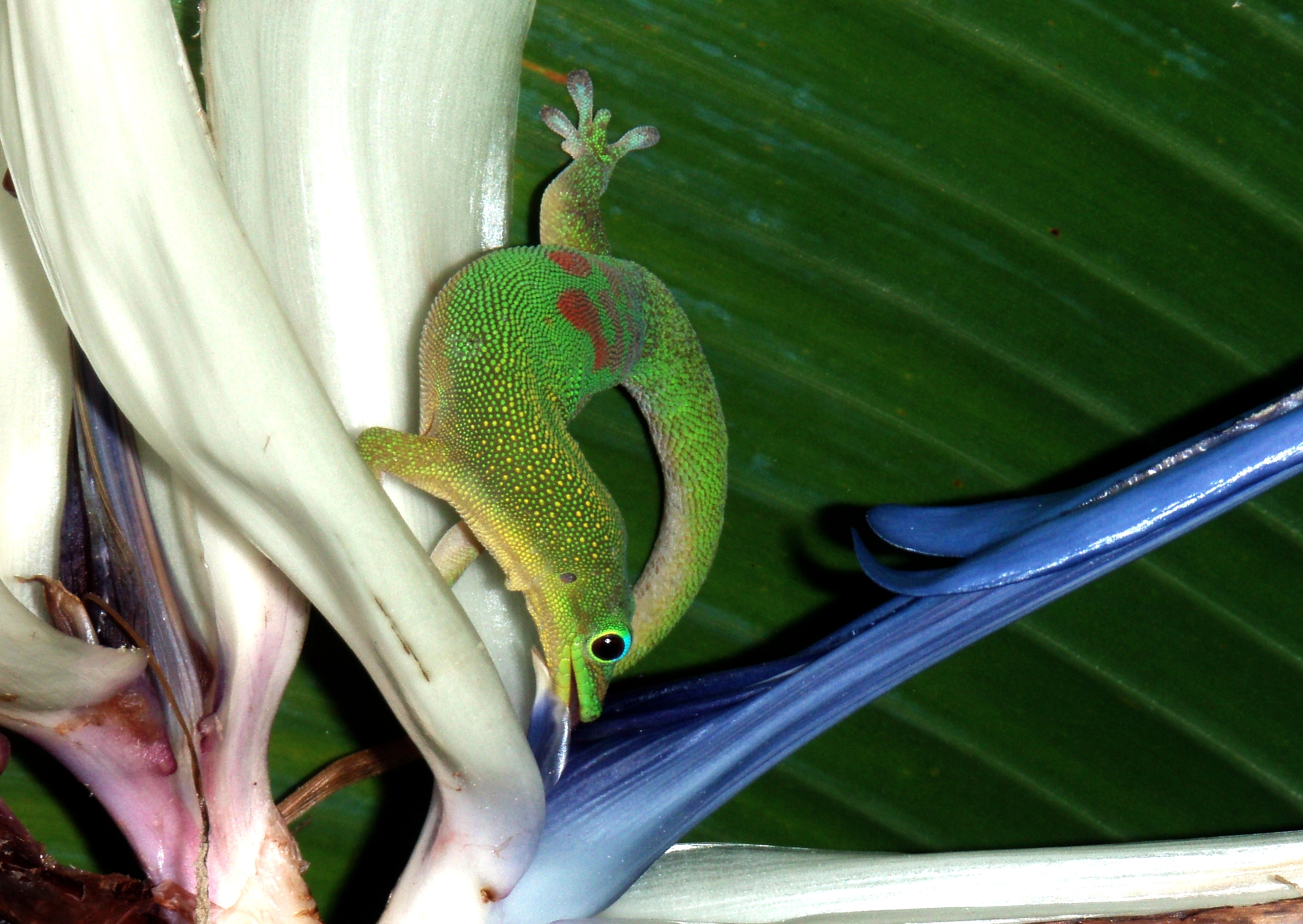
Nektárszívó aranyporos nappaligekkó

A sűrű erdőségek kivételével jóformán mindenütt előfordul; leginkább a pálmafákon és a banáncserjéken és az utazók pálmája néven ismert madagaszkári fafajtán (Ravenala madagascariensis) érzi jól magát. Rendkívül alkalmazkodóképes: előszeretettel látogatja a kerteket, sőt, a házakba is bemegy.
Nappal keresgéli táplálékát: rovarokat és nektárt. A vizet a növények leveleiről issza föl.

## Alfajok, változatok
- Phelsuma laticauda laticauda – törzsváltozat
- Phelsuma laticauda angularis – Madagaszkár északnyugati partvidékén

## Tartása
Kedvelt díszállat. A terrárium optimális beállításai:
- mérete legalább 40 cm * 30 cm * 30 cm;
- talaja fakéreg vagy agyaggranulátum;
- berendezése: legyen benne valami mászható, például bambuszbot; legyenek benne trópusi növények;
- páratartalom 70-85%;
- hőmérséklet nappal 27-31 °C
- hőmérséklet éjszaka 23-25 °C.
- ne tartsunk két hímet együtt!

A nappaligekkókat felnőtt korukban is UV-lámpázni kell.
A terrárium egyik falát képezzük ki háttérfalnak! A páratartalmat:
- csobogóval tartsuk fenn, vagy
- naponta kétszer permetezzünk be vizet,

hogy a gekkók ihassanak is!
Szaporításukhoz elengedhetetlen a három–négy hetes teleltetés 16–22 °C-on. A tojásokat vegyük ki a terráriumból; a kicsinyeket elkülönítve tartsuk!